# 용지중학교
용지중학교(龍池中學校)는 대한민국 전북특별자치도 김제시 용지면 구암리에 있는 공립 중학교이다.

## 학교 연혁
- 1971년 1월 16일 : 용지중학교 설립 인가
- 1971년 3월 3일 : 용지중학교 개교
- 1978년 10월 30일 : 15학급 증설 인가
- 2004년 12월 3일 : 본관 신축(연면적 1,166m2, 3층)
- 2009년 5월 29일 : 교사 및 체육관 개축(임대형 민자사업)
- 2021년 9월 1일 : 제17대 김영란 교장 취임
- 2024년 1월 5일 : 제51회 졸업(연인원 5,889명)

## 참고 자료
- 용지중학교 - 한국교육학술정보원 학교알리미